# Corangamite Shire
Corangamite Shire is een Local Government Area (LGA) in Australië in de staat Victoria. Corangamite Shire telt 17.344 inwoners. De hoofdplaats is Camperdown.